# リュカ・ドー
リュカ・ドー（Lucas Deaux，1988年12月26日 - ）は、フランス・ランス出身のサッカー選手。ポジションはミッドフィールダー。ASナンシー所属。

## 経歴
2013年11月29日、リーグ・アンのスタッド・レンヌFC戦でFCナント移籍後初ゴールを挙げた。
2021年7月29日、彼はディジョンFCOと2年間の契約を結んだ。